# Беџаја (покрајина)
Беџаја (арап. ولاية بجاية, берб. Vgaiet), једна је од 48 покрајина у Народној Демократској Републици Алжир. Покрајина се налази у северном делу земље у планинском појасу венца Атласа.
Покрајина Беџаја покрива укупну површину од 3.268 km² и има 915.835 становника (подаци из 2008. године). Највећи град и административни центар покрајине је град Беџаја.